# Saint-Pierre-de-Buzet
Saint-Pierre-de-Buzet (okzitanisch Sent Per de Busèth) ist eine französische Gemeinde mit 276 Einwohnern (Stand 1. Januar 2022) im Département Lot-et-Garonne in der Region Nouvelle-Aquitaine (vor 2016 Aquitaine). Sie gehört zum Arrondissement Nérac und zum Kanton Lavardac. Die Einwohner werden Saint-Pierrois genannt.

## Geografie
Die Gemeinde Saint-Pierre-de-Buzet liegt etwa 36 Kilometer westnordwestlich von Agen zwischen dem Garonne-Seitenkanal im Osten und den östlichsten Ausläufern der Landes de Gascogne im Westen. Umgeben wird Saint-Pierre-de-Buzet von den Nachbargemeinden Damazan im Westen und Norden, Buzet-sur-Baïse im Osten, Ambrus im Süden und Südwesten sowie Caubeyres im Westen. Durch die Gemeinde führt die Autoroute A62.

## Bevölkerungsentwicklung
| Jahr                       | 1962 | 1968 | 1975 | 1982 | 1990 | 1999 | 2006 | 2016 | 2022 |
| Einwohner                  | 245  | 246  | 240  | 219  | 215  | 218  | 246  | 288  | 276  |
| Quellen: Cassini und INSEE |      |      |      |      |      |      |      |      |      |

## Sehenswürdigkeiten
- Kirche Saint-Pierre aus dem 12. Jahrhundert, seit 1926 Monument historique

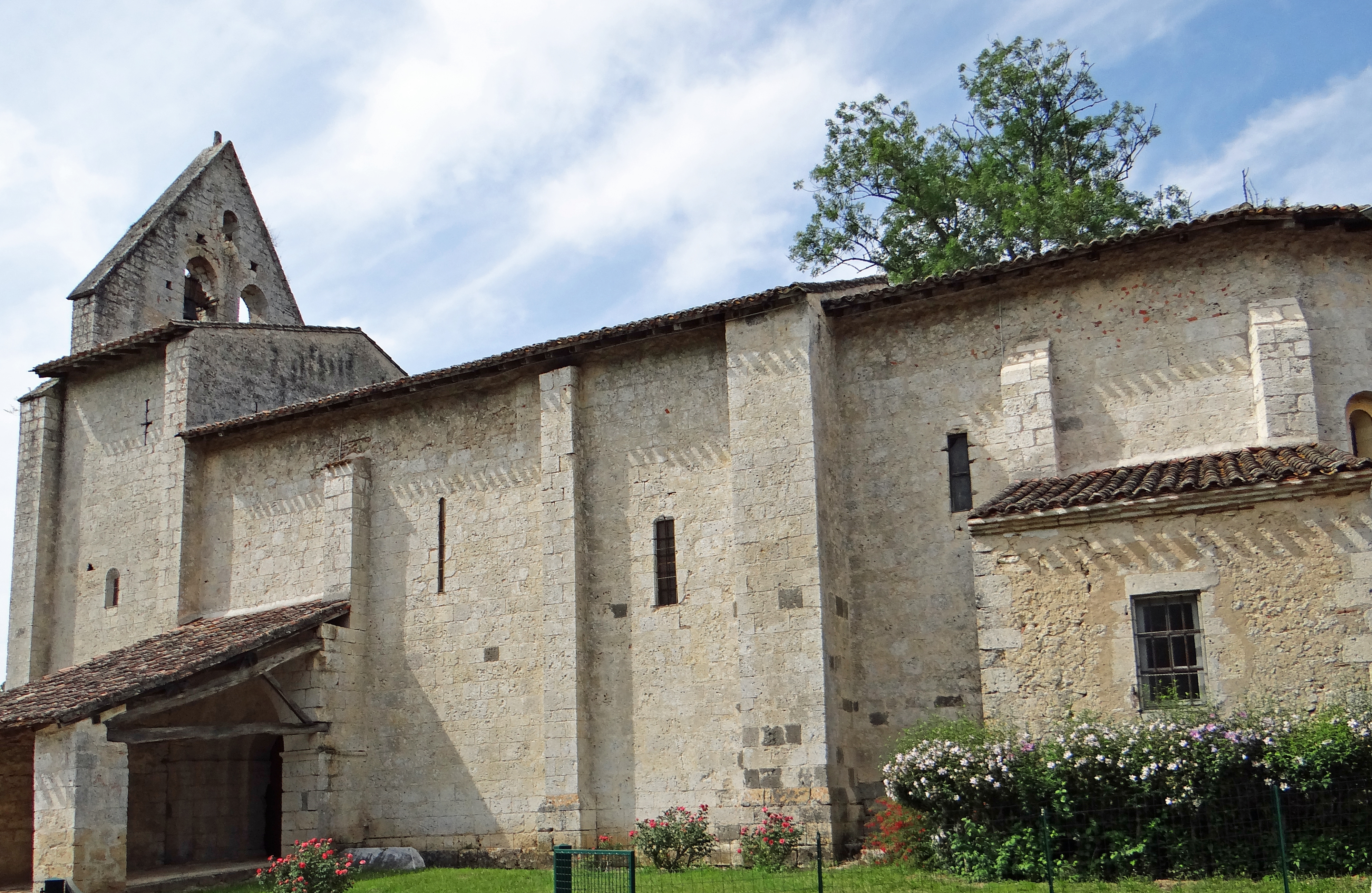
Kirche Saint-Pierre

- Schulmuseum